# 북해 운하

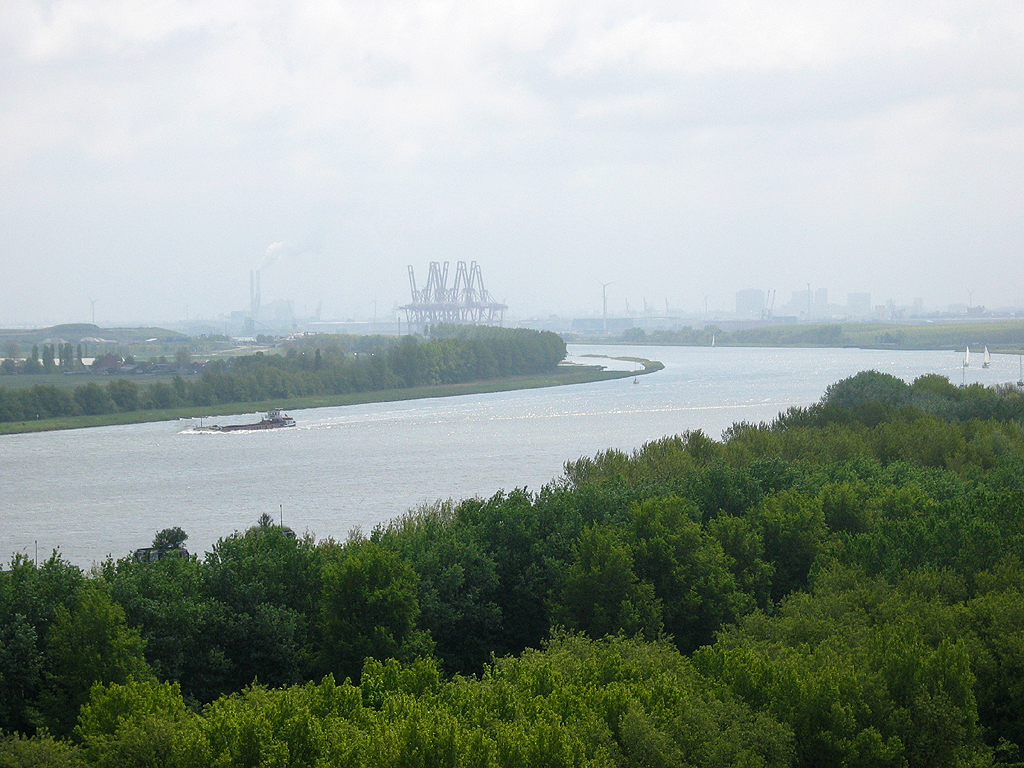
북해 운하

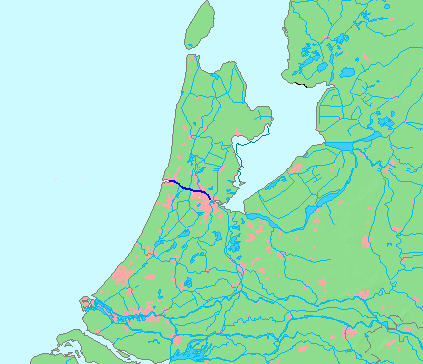
북해 운하의 위치

북해 운하(北海 運河, 네덜란드어: Noordzeekanaal)는 네덜란드 암스테르담과 북해를 연결하는 운하로 길이는 25km이다. 1865년부터 1876년까지 암스테르담 항과 북해를 왕복하는 선박들이 기항할 수 있도록 건설되었다.
암스테르담과 에이(IJ) 사이를 연결하는 운하로서 암스테르담-라인 운하와 연결되어 있다. 북해 운하의 종점인 에이마위던(IJmuiden)에는 갑문과 유럽 최대 규모의 펌프 시설이 들어서 있다. 이 펌프장은 에이설호, 마르커르호로 유입하는 물을 북해 방향으로 배수하며 네덜란드 서부의 지하수 관리에 중요한 역할을 한다.